# Adrenomieloneuropatia
L'adrenomieloneuropatia è una malattia genetica legata al cromosoma X.
Si assiste ad una degenerazione progressiva della mielina, un grasso complesso del tessuto neuronale che ricopre molti nervi del sistema nervoso centrale e periferico. Senza la mielina, i nervi non riescono a condurre un impulso, portando ad una crescente disabilità mentre la distruzione della mielina continua a crescere e ad intensificarsi.

## Eziologia
La causa è da riscontrarsi al malfunzionamento dei perossisomi e più correttamente da un mancato collegamento fra questi e il gene ABCD1 localizzato nel cromosoma Xq28.

## Diagnosi differenziale
Le leucodistrofie sono differenti nella demielinizzazione causata da altre malattie come la sclerosi multipla, in cui la mielina è normalmente formata, ma viene perduta per una disfunzione immunologica o per altre ragioni.
Un difetto metabolico nelle reazioni di "digestione" degli acidi grassi a catena molto lunga (VLCFA) porta al loro accumulo nel sangue e nei tessuti. L'accumulo di queste sostanze ha un effetto distruttivo sulla mielina, la guaina che riveste le strutture del sistema nervoso centrale.
Le normali Imaging a risonanza magnetica hanno poco efficacia diagnostica in questi casi.